# Gregorio Salvador Caja
Gregorio Salvador Caja   (Cúllar, 11 de juliol de 1927 - Madrid, 26 de desembre de 2020) fou un filòleg, dialectòleg, lexicògraf i crític literari espanyol. Va néixer a Cúllar-Baza (conegut com a Cúllar des del 1986), localitat de la qual va estudiar la parla en diverses obres sobre la llengua espanyola. Era acadèmic de la llengua des del 1987 i fou sotsdirector de la RAE des del 1999 i fins al 2007. Fou deixeble de Manuel Alvar, amb qui va col·laborar en l'elaboració de l'Atlas Lingüístico y Etnográfico de Andalucía.

## Biografia
Llicenciat en filologia romànica per la Universidad de Granada, es va doctorar a la Universidad Complutense de Madrid. El 1959 va guanyar per oposició la càtedra de Llengua y Literatura Espanyoles d'Institut, i va desenvolupar la tasca docent a Algesires, Cartagena i Astorga. Des de la seva càtedra de Gramática Histórica, obtinguda el 1966 a la Universitat de La Laguna, a Tenerife, va introduir a Espanya l'obra i el pensament d'Eugen Coseriu. Va ser escollit degà d'aquesta facultat l'any següent i creà una productiva escola d'estudis semàntics estructuralistes, coneguda com l'«Escuela Semántica de La Laguna». Va exercir com a professor visitant a la Universitat de Maryland, al Colegio de México i a la Universitat de Buenos Aires. A partir del 1975, Gregorio Salvador continuà el seu magisteri a la Facultat de Lletres de la Universitat de Granada i, el 1979, va anar a la Universitat Autònoma de Madrid. El 1980 va obtenir la càtedra de Llengua Espanyola de la Facultat de Filosofia i Lletres de la Universidad Complutense de Madrid, on, després de la seva jubilació, fou nomenat catedràtic emèrit.
Gregorio Salvador és un crític literari de reconegut prestigi. Ha publicat estudis literaris sobre poetes com Federico García Lorca, Blas de Otero, Miguel Hernández, Antonio Machado i Juan Ramón Jiménez. Salvador ha defensat la validesa de les teories del Cercle Lingüístic de Copenhague, el mètode d'anàlisi del qual ha seguit als seus treballs.
El juny de 1986 fou escollit per ocupar la cadira "q" de la RAE, a la qual va accedir al febrer del 1987 amb un discurs sobre l'esmentada lletra. El 1991 participà en l'elaboració d'un informe pel Ministeri de Cultura per tal de permetre la letra «ñ». Aquest manifest volia evitar que no tinguessin èxit les pressions de la Comunitat Econòmica Europea sobre el govern espanyol per fer que no fos obligatori incloure aquesta lletra als teclats comercialitzats a Espanya. Finalment, la CEE va cedir en les seves pretensions.
Fou sotsdirector de la RAE des del desembre de 1999, quan en va substituir Ángel Martín Municio, fins al desembre del 2007, quan fou reemplaçat per José Antonio Pascual. Salvador no s'hi podia tornar a presentar, ja que els estatuts de la RAE no permeten que una persona més gran de vuitanta anys pugui optar a cap càrrec.

## Distincions i premis rebuts
Ha estat nomenat doctor honoris causa per les universitats de La Laguna i Granada. Li foren concedides la medalla d'honor de la Universitat Internacional Menéndez Pelayo el 2004, el Premi de Periodisme "José María Pemán" de 1987, el "Ramón Mesonero Romanos" el 1995, el Premi González-Ruano de periodisme el 2001, i el "Mariano de Cavia" de 2004. Ha estat president de la "Sociedad Española de Lingüística" durante el període 1990-1994. És membre d'honor de la Asociación de Hispanistas de Asia, corresponent a l'Academia Nacional de Letras del Uruguay, de l'Academia Chilena de la Lengua, de l'Academia Argentina de Letras, i de l'Academia Hondureña de la Lengua. A més, és acadèmic honorari de l'Academia Colombiana de la Lengua i de la Academia Nicaragüense de la Lengua. Ha rebut el 25 de juny de 1999 la Gran Creu de l'Orde Civil d'Alfons X el Savi. El 28 de febrer de 2010 va rebre la Medalla d'Andalusia, entregada pel govern autonòmic.

## Opinions
L'any 2001 va participar en un reportatge de TV3, al programa 30 minuts que, sota el títol "Castellà: 300 anys sense imposició", es denunciava la persecució històrica que havia patit històricament la llengua catalana, arran d'unes paraules del rei Joan Carles I, dient que "mai fou el castellà llengua d'imposició".
Salvador va assegurar que "la imposició del castellà durant el franquisme fou "quelcom mínim" i que la immersió lingüística a Catalunya és un "atac als drets humans".
A una entrevista a Libertad Digital arriba a dir que l'existència de diferents llengües a Espanya no és cap riquesa i sí un "impediment comunicatiu", fet pel qual la llengua espanyola "presta un gran servei" sent una "llengua comuna a tots els espanyols".
Les seves idees han rebut crítiques especialment des de Catalunya, on la major part considera que les seves opinions no es corresponen a la realitat i que en són una mostra de la política centralitzadora que se'ls vol imposar.

## Obres

### Obres lingüístiques
- El habla de Cúllar-Baza : contribución al estudio de la frontera del andaluz (1958)
- Unidades fonológicas vocálicas en el andaluz oriental (1977)
- Las otras vocales andaluzas (Revista Española de Lingüística, 1989)
- Semántica y Lexicología del Español (Madrid, Paraninfo, 1985)
- Estudios dialectológicos (Madrid, Paraninfo, 1987)
- La lengua española, hoy, en col·laboració amb Manuel Seco (Fundació Juan March, 1995)

Fou el principal ponent de la nova edició de l'Ortografía de la lengua española (1999), una actualització de les normes ortogràfiques de la RAE, que ja tenien més d'un segle d'antiguitat.

### Obra assagística. Recopilacions d'articles
Ha publicat diverses recopilacions d'articles publicats als diaris ABC o Marca, entre d'altres. En destaquen:
- Lengua española y lenguas de España (Ariel, 1987)
- Política lingüística y sentido común (Istmo, 1992)
- Un mundo con libros (Espasa-Calpe, 1995)
- Historia de las letras, amb Juan Ramón Lodares (Espasa-Calpe, 1996)
- Granada, recuerdos y retornos (Universidad de Granada, 1996)
- El destrozo educativo (Grupo Unisón, Madrid. 2004)
- El fútbol y la vida (Espasa-Calpe, 2007)
- Noticias del Reino de Cervantes (Espasa-Calpe, 2007)
- Estar a la que salte (Espasa-Calpe, 2007)

### Obres de ficció
Als últims anys, Gregorio Salvador ha començat a publicar algunes obres de ficció que han rebut bones crítiques. Tot i això, es tracta d'un escriptor poc prolífic. Les seves obres principals les següents:
- Casualidades (Espasa-Calpe, 1994). Contes i relats
- El eje del compás (Planeta, 2002). Novel·la
- Nocturno londinense y otros relatos (Espasa-Calpe, 2006). Contes i relats